# جزیره آگاتی
جزیره آگاتی جزیره‌ای به وسعت ۷٫۶ کیلومتر است. این جزیره مرجانی آب‌سنگ حلقوی است که در قلمروی اتحادیه لاکشادویپ، هند واقع شده‌است. این جزیره در ۲٬۰۳۴ کیلومتری (۱٬۲۶۴ مایل) جنوب شهر دهلی است.

## جغرافیا
آگاتی در حدود ۴۵۹ کیلومتری (۲۸۵ مایل) از کوچی در سرزمین اصلی و ۷ کیلومتر جنوب غربی بانگارام واقع شده‌است. آگاتی در فاصله ۵۳۱ کیلومتری کولام و ۵۲۹ کیلومتری بندر کولام است. کاواراتی که نزدیک‌ترین جزیره مسکونی است در ۵۴ کیلومتری جنوب شرقی و سوهلی پار در ۷۶ کیلومتری جنوب قرار دارند. مساحت کل سرزمین ۳٫۲۲۶ کیلومتر مربع (۱٫۲۴۶ مایل مربع) است و جزیره اصلی ۳٫۱۴۱ کیلومتر مربع (۱٫۲۱۳ مایل مربع) و جزیره کوچک کالپاتی دارای ۰٫۰۸۵ کیلومتر مربع (۰٫۰۳۳ مایل مربع) است. کالپاتی در انتهای جنوبی همان رگه واقع شده‌است. مساحت کولاب ۲۴٫۸۴ کیلومتر مربع (۹٫۵۹ مایل مربع) است.